# Jol
Jol é um filme de drama franco-nipo-cazaque, dirigido por Darezhan Omirbaev e lançado em 2001.